# Санджуго Наоки
Соичи Уемура (на японски: 植村 宗一 Uemura Sōichi) е японски литературен критик, сценарист и писател на произведения в жанра исторически роман, драма и биография. Пише в края на периода Тайшо и началото на Шова в Япония под псевдонима Санджуго Наоки (на японски: 直木 三十五 Naoki Sanjūgo).

## Биография и творчество
Соичи Уемура е роден на 12 февруари 1891 г. в Осака, Япония, в семейството на търговец на антики. След завършване на средното си образование работи временно в аптека и като заместващ учител в начално училище в префектура Нара. По настояване на баща си, посещава подготвителното училище на Университета Васеда, за да изучава английска литература, но е принуден да напусне училище поради неспособност да плаща обучението си.
През 1920 г. си сътрудничи с Тон Сатоми, Масао Куме и Исаму Йошии в литературното списание „人間, Ningen“ (Човекът). Завръща се в Осака малко след Голямото земетресение в Канто през 1923 г. Отначало се опитна да работи в козметична компания, но скоро е привлечен обратно в литературния свят.
По покана на писателя Мацутаро Кавагучи започва работа в Осака като редактор на развлекателното списание „苦楽, Kuraku“ (Радост и болка). Едновременно започва сам да пише художествена литература и да публикува. Интересува се от новите тенденции към киното и експериментира с писането на сценарии за филми.
През 1927 г. се премества обратно в Токио, където започва работа в литературното списание „Bungei Shunjū“ (Литературен свят) и пише литературна критика, в много случаи скандална за съвременниците му.
През 1929 г. става популярен с историческия си роман за историческия герой Токугава Мицукуни „黄門廻国記, Kōmon kaikoku-ki“ сериализиран в седмично списание. По него в периода 1969 – 2011 г. е филмиран най-дългогодишния джидайгеки японски сериал „Мито Комон“ с участието на актьора Рюносуке Цукигата.
През 1931 г. е издаден историческият му роман „南国太平記 誠文堂, Nangoku taiheiki seibun-dō“ посветен на неуспешния бунт „Сацума“ през 1877 г. – бунт на недоволни самураи срещу военните реформи и премахването на самурайския статут, девет години след началото на ерата Мейджи. Успехът на романите му го утвърждава като писател на популярна художествена литература.
Освен исторически романи и социални драми пише и биографии на прославени самураи като Кусуноки Масашиге и Ашикая Такауджи.
По мотиви на неговите произведения са екранизирани около 50 филма.
Соичи Уемура умира от туберкулозен менингит на 24 февруари 1934 г. в Токио. Погребан е в храма „Чошоджи“, префектура Канагава.
През 1935 г., по предложение на писателя Кан Кикучи, е учредена на негово име литературна награда, която се присъжда на млади автори на популярна литература. Заедно с наградата „Акутагава“, тя е една от най-престижни японски литературни награди.
В Осака за него е създадена Мемориална зала.

## Произведения
частична библиография
- 黄門廻国記, Kōmon kaikoku-ki (1929)
- 南国太平記 誠文堂, Nangoku taiheiki seibun-dō (1931)

### Екранизации
- 1926 Tenichibo to Iganosuke
- 1927 Issun-boshi
- 1930 Machi no senkôtei
- 1930 Hakko Ryukitai
- 1930 Hakko ryukitai kokuhen
- 1932 Manmo kenkoku no reimei
- 1937 Nangoku taiheiki: zenpen
- 1955 Odoriko gyôjôki
- 1979 Kaze no hayato – ТВ сериал